# AMX-VCI
AMX-VCI (フランス語: Véhicule de Combat d'Infanterie) は、1950年代にフランスのイシー＝レ＝ムリノー工廠 (AMX)がAMX-13軽戦車のシャーシを流用して開発した装甲兵員輸送車/歩兵戦闘車である。
AMX-13と同様に多数の国に輸出され、また多数の派生型が開発された。本国フランスでは1970年代から後継車種のAMX-10P歩兵戦闘車に更新され現在は退役しているが、輸出先の国や地域では派生型を含めその後も長く運用されている。

## 概要
AMX-VCIの最初の試作車両は1955年に製作された。開発された当時、この車両はAMX-13 TT 12 CH Mle 56 (フランス語: AMX-13 Transport de Troupe Chenillé Modèle 56l) と呼ばれており、1957年になってAMX-VTP (フランス語: Véhicule de Transport du Personnel) と改称された。1960年代にはAMX-VTT (フランス語: Vehicule de Transport de Troupes) と呼ばれるようになり、その後、兵員輸送車以外の各派生型も含めた総称としてAMX-VCIと呼称されるようになった。量産は1957年から開始されており、1973年までに総計3,300～3,400両が生産された。
開発のベースとなったAMX-13は車体前方にエンジンを搭載し車体後方に砲塔（戦闘区画）を有するが、こういった構造は自走砲や兵員輸送車への転用には都合の良い物で、AMX-VCIの車体構造についても車体下部および前方エンジン部はAMX-13のデザインとほぼ同型である。後部には密閉式の固定兵員室が設けられ、クルー以外に武装した兵士10名が搭乗可能で、車体後部のドアから乗降することが出来た。
戦闘室上部にはキューポラが設けられ、この部分には軽機関銃あるいは重機関銃を搭載可能で、派生型では対戦車ミサイルを搭載したものもある。また兵員室側面および後部ドアには銃眼（ガンポート）が設けられており、乗車戦闘も可能になっていた。

## 運用史

### レバノン内戦
レバノン政府軍は1971年から72年にかけて60両のAMX-VCI (フランス陸軍で余剰化した中古車両) を導入し、1983年には更に30両を追加導入した。これらの車両は1984年2月に山岳戦争終結時にアマルや南レバノン軍 (SLA) によって鹵獲され、これらの組織によっても運用された。アマルの使用した車両は1990年に政府軍に返還されたが、SLAはこの車両を2000年に組織が崩壊するまで運用を続けた。経緯は不明であるが、2両の車体はレバノン戦争中にイスラエル軍に鹵獲されており、博物館に展示されている。
また、1990年のレバノン政府軍とレバノン軍団との戦闘では、米国製M40 106mm無反動砲を装備したAMX-VCIが政府軍部隊によって運用された。

## 運用国

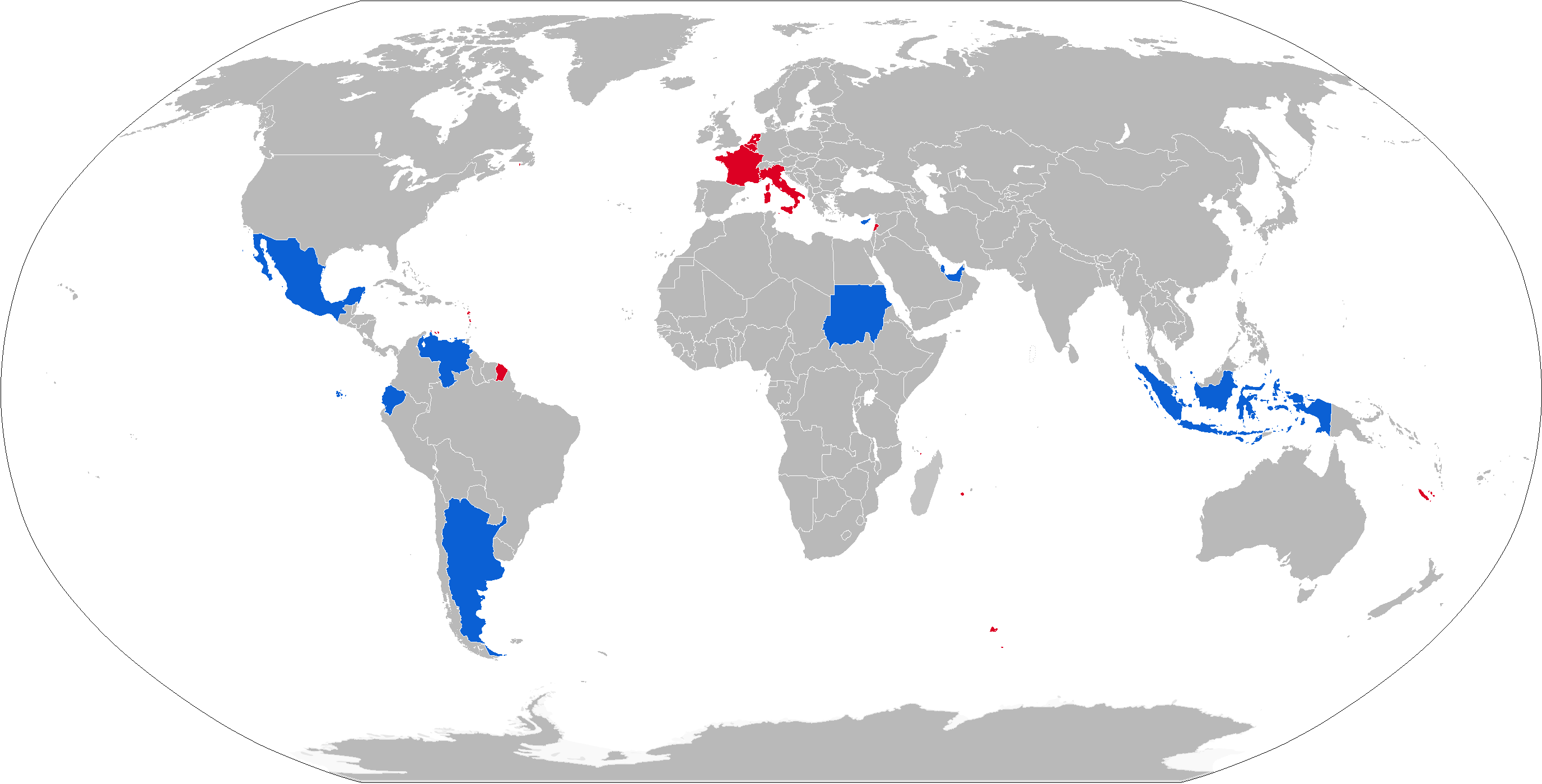
AMX-VCIの運用国（青色は現役、赤色は退役済）

### 現在の運用国
- アルゼンチン - アルゼンチン陸軍
- キプロス - VTT/VCIおよび指揮車両型をキプロス国家警備隊（英語版）が運用。
- エクアドル - 2024年時点で、エクアドル陸軍が82両のAMX-VCIを保有[6]。
- インドネシア - インドネシア陸軍。1960年代に200両を導入したが、2016年時点では75両が現役である。
- メキシコ - メキシコ陸軍。409両を運用中。
- カタール - カタール陸軍。2023年時点で30両を保有している[7]。
- スーダン - スーダン人民解放軍
- ベネズエラ - ベネズエラ陸軍
- アラブ首長国連邦 - アラブ首長国連邦軍

### 過去の運用国
- ベルギー - ベルギー陸軍がM75装甲兵員輸送車の後継として導入。VTT/ICV型 (305両)、指揮型 (72両)、輸送型 (58両)、自走迫撃砲型 (90両)、ミラン対戦車ミサイル装備型 (86両)、 ENTAC対戦車ミサイル装備型 (30両)を運用。M113およびAIFVシリーズに更新された[8]。
- フランス - AMX-10P歩兵戦闘車に更新された。
- レバノン - 1970年代にレバノン政府軍が導入（前項も参照）。M113およびAIFVシリーズに更新された。
- オランダ - オランダ陸軍が運用。ICV(PRI)型 (345両)、指揮型 (162両)、輸送型 (46両)、救急車型 (46両)、自走迫撃砲型 (67両)、TOW対戦車ミサイル装備型 (26両)[9]。
- イタリア - イタリア陸軍が各タイプ合わせて80～100両程度を運用。

## 登場作品

### 映画
『ジャッカルの日』
フランス陸軍所属車両が登場。パリ解放記念式典のパレードに参加している。
作中では、実際のパレードに参加する実物を撮影した映像が映されている。

### 漫画
『リトルコップ』
元刑事・武者高志の私設軍隊の装備としてAMX-VTTが登場。
同軍に潜入した警視庁の調査員により、演習中のAMX-VTTが盗撮された。